# Pete & The Pirates
Pete & The Pirates was een Engelse indie-rockband uit Reading.
De eerste single van de band, getiteld "Come On Feet", werd uitgebracht in juni 2007. Dit nummer maakt deel uit van de soundtrack van het EA Sports-computerspel UEFA Euro 2008. Het debuutalbum van Pete & The Pirates heet "Little Death" en kwam uit op 17 februari 2008 via Stolen Recordings. NME omschreef de muziek als "perfecte pop zonder de bijbehorende pretentie" en Pitchfork gaf Little Death het cijfer 8 op een schaal van 1 tot 10.
De band verzorgde het voorprogramma voor onder meer Maxïmo Park en Vampire Weekend.
In oktober 2012 bevestigde de band dat men uit elkaar was gegaan.

## Discografie

### Singles
- "Come On Feet" (juni 2007)
- "Knots" (oktober 2007)
- "Mr. Understanding" (januari 2008)
- "She Doesn't Belong To Me" (april 2008)
- "Blood Gets Thin" (januari 2009)
- "Jennifer" (januari 2009)
- "Come To The Bar" (februari 2011)
- "United" (mei 2011)

### Ep's
- "Get Even"
- "Wait Stop Begin"

### Albums
- "Little Death" (17 februari 2008)
- "One Thousand Pictures" (mei 2011)